# Schlatt (Alta Áustria)
Schlatt é um município da Áustria localizado no distrito de Vöcklabruck, no estado de Alta Áustria.